# Entrechat
Ein Entrechat (IPA: [ãtʁəˈʃa], anhörenⓘ) oder changement battu ist ein Sprung aus dem klassischen Ballett, bei dem die Füße während des Sprunges in der Luft einmal oder mehrmals gekreuzt werden.
Dabei wird jedes Öffnen und Kreuzen der Beine gezählt. Ein entrechat six ist also ein Sprung, der in der 5. Fußposition sowohl beginnt als auch endet und bei dem die Füße in der Luft dreimal gekreuzt werden. Unterschieden wird zwischen zwei Arten von entrechats. Die „geraden“ entrechats (deux, quatre, six, huit …) enden auf beiden Füßen, die „ungeraden“ (trois, cinq, sept …) auf einem Fuß. Auf Grund der Schwierigkeit des Sprunges sind einige Tänzer für seine Ausführung berühmt geworden:
- Nach dem französischen „Sonnenkönig“ Ludwig XIV. wird der entrechat trois auch entrechat royal genannt.

- Die französische Tänzerin Marie Camargo soll die erste Frau gewesen sein, die ein entrechat quatre auf der Bühne vorführte.

- Der russische Tänzer Vaslav Nijinsky soll in der Lage gewesen sein, ein entrechat douze, also ein entrechat mit sechsmaligem Kreuzen der Beine in der Luft auszuführen.